# Loundgo
Pour les articles homonymes, voir Loundogo (homonymie).
Loundgo ou Loundogo est une localité située dans le département de Boala de la province du Namentenga dans la région Centre-Nord au Burkina Faso. 

## Géographie
Loundgo se situe à 2,5 km au nord-ouest de Koumestenga-Mossi, à 8 km au nord de Boala, le chef-lieu du département, et de la route nationale 15 reliant Boulsa à Kaya.

## Éducation et santé
Le centre de soins le plus proche de Loundgo est le centre de santé et de promotion sociale (CSPS) de Koumestenga-Mossi.
Le village possède une école primaire publique.